# Interestatal 195 (Massachusetts)
La Interestatal 195 (abreviada I-195) es una autopista Interestatal ubicada en el estado de Massachusetts. La autopista inicia en el Oeste desde la  I 95     en Providence hacia el Este en la  I 495  Ruta 25   en Wareham. La autopista tiene una longitud de 65,5 km (40.73 mi).

## Mantenimiento
Al igual que las carreteras estatales, las rutas federales y el resto de autopistas interestatales, la Interestatal 195 es administrada y mantenida por el Departamento de Transporte de Massachusetts por sus siglas en inglés massDOT.

## Cruces
La Interestatal 195 es atravesada principalmente por la  Ruta 24     en Fall River.